# Arena von Lutetia

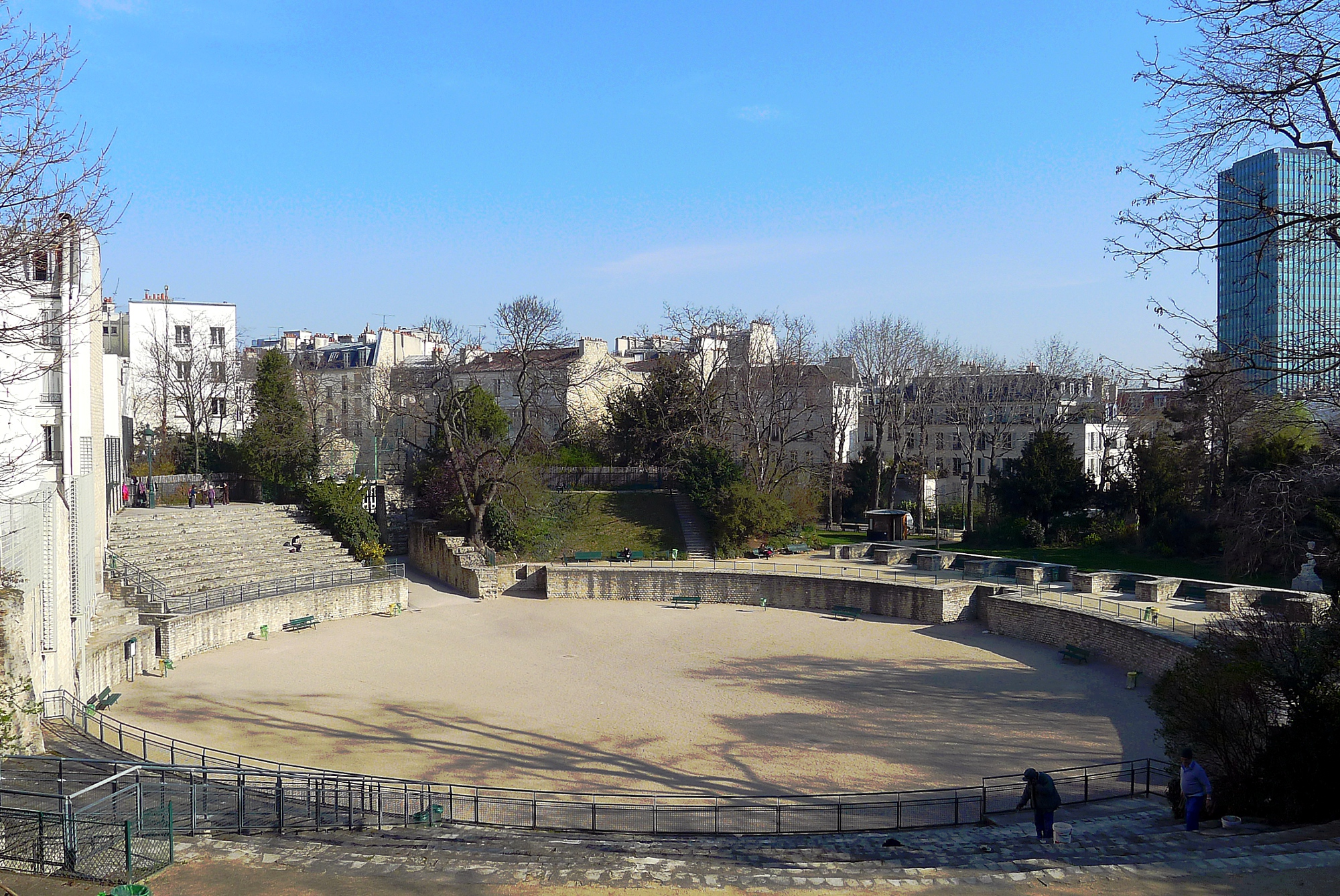
Arena von Lutetia, im Hintergrund das Denkmal für Gabriel de Mortillet

Die Arena von Lutetia (französisch Arènes de Lutèce) gilt als ältestes noch erhaltenes Bauwerk der französischen Hauptstadt Paris (in der Antike lateinisch Lutetia genannt). Das römische Amphitheater befindet sich innerhalb eines Areals im 5. Arrondissement, dessen Grenzen die Rue Monge, die Rue de Navarre und die Rue des Arènes bilden. Der bekannteste Zugang ist ein Durchgangstor in der Rue Monge 49.
Die Arena stammt aus dem 1. Jahrhundert und wurde bis zum Ende des 3. Jahrhunderts genutzt. Circa 17.000 Personen konnten den Spektakeln (Theatervorstellungen, aber auch Kämpfen auf Leben und Tod) beiwohnen. Mit dem Aufkommen des Christentums verloren die römischen Zirkusse an Bedeutung. Die Arena von Lutetia wurde nicht mehr genutzt, ihre Steine wurden für den Bau der Stadtmauern und anderer Befestigungsanlagen verwendet. 
Die Ruinen wurden erst 1869 wiederentdeckt, als die Compagnie générale des omnibus an ihrer Stelle ein Busdepot bauen wollte. Im Juli 1883 bat Victor Hugo in einem offenen Brief an den Stadtrat, die Arena unter den Schutz der Stadt zu stellen. Der Stadtrat reagierte innerhalb weniger Tage und erklärte die Ruinen zum historischen Monument. 
Im Jahr 1916 wurde das Busdepot abgebrochen und das Amphitheater so weit wie möglich restauriert. Heute können dort sogar die Käfige der Löwen besichtigt werden.